# هوش هوريفيليستوك
هوش هوريفيليستوك (بالإنجليزية: Hoch Horefellistock)‏ هو أحد جبال سلسلة جبال الألب أوري وجزء من القمة الأم داماستوك يقع في كانتون أوري، سويسرا. يبلغ ارتفاع الجبل حوالي 3175 متر، بينما يبلغ ارتفاع نتوء الجبل 154 متر.